# Vinterkrigföring

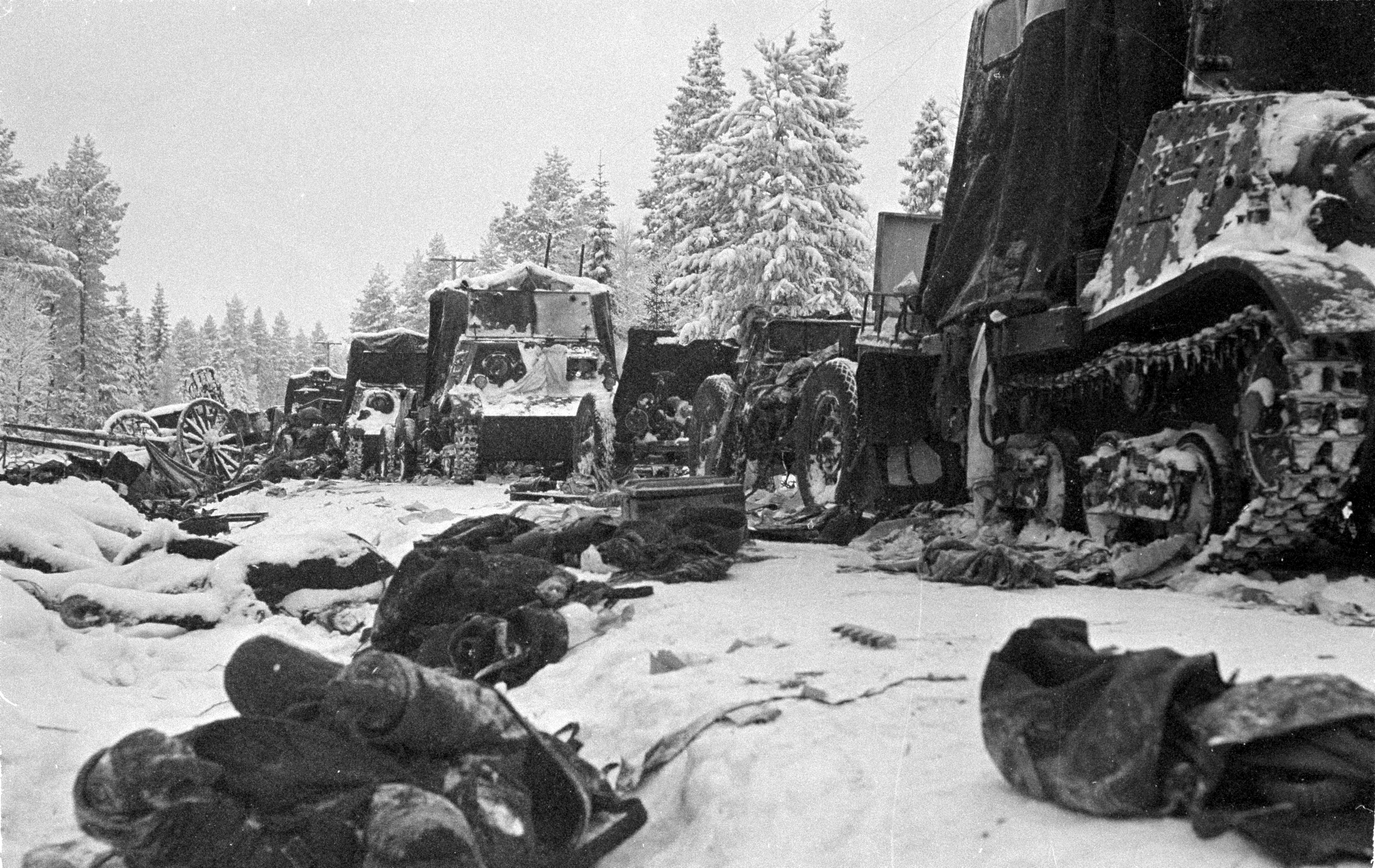
Sovjetiska fordon under finska vinterkriget 1939-1940.

Vinterkrigföring, arktisk krigföring, kallas färdigheten att föra krig i vinterväder. Bättre utbildning och utrustning för vinterkrigföring kan ge en sida en avsevärd fördel gentemot fienden, vilket krigshistorien visat ett flertal gånger. De flesta slag i denna miljö har utspelat sig i Norden och Östeuropa. Den kärva ryska vintern spelade en stor roll undrer de tre stora invasionerna av Ryssland (Karl XII 1708-1709, Napoleon I 1812 samt Hitler 1941-1943) då vintern allvarligt försvagade invasionsarméerna. Ett annat klassiskt exempel på vinterkrigföring är finska vinterkriget 1939-1940 där Finlands armé hade en stor fördel gentemot Sovjetunionen på grund av överlägsenhet i vinterkrigföring.  Andra exempel är Falklandskriget 1982 som genomfördes under mycket krävande vinterförhållanden, liksom vissa av Jugoslavienkrigen under 1990-talet och 2000-talet.
Under det kalla kriget bildade den svenska försvarsmakten speciella så kallade Norrlandsförband som var utrustade och utbildade för strid i Övre Norrland. Bland norrlandsförbanden fanns bland annat norrlandsbrigader och norrlandsjägarbataljoner. Dessa förband övades att strida i vägfattig terräng och under vinterförhållanden. Skidor och översnöfordon typ bandvagn 206 ingick som viktig utrustning.